# Bahnhof Szczecin Skolwin

Szczecin Skolwin (bis 1945: Cavelwisch) ist ein ehemaliger Bahnhof der Bahnstrecke Szczecin–Trzebież Szczeciński, die sich im südlichen Teil der Stettiner Siedlung Skolwin an der Stołczyńska Straße befindet. In der Umgebung steht auch ein Stellwerk „So“. Die nächstgelegenen Bushaltestellen sind „Skolwin Dworzec“ und „Celulozowa“. Im Jahre 2002 wurde der Bahnhof wie auch die ganze Strecke für den Personenverkehr eingestellt.
Im Rahmen des Projekts Szczecińska Kolej Metropolitalna soll die Haltestelle wieder in Betrieb genommen werden.

## Scholwin
Vor dem Zweiten Weltkrieg existierte auch die zweite Haltestelle – Scholwin. Sie lag an der Kreuzung der heutigen Straßen Nowy Świat und Łomżyńska. Diese Haltestelle wurde noch vor dem Ende der 1930er Jahre stillgelegt. Nach der Stilllegung wurde die Haltestelle Cavelwisch in Odermünde umbenannt. Die nächste Bushaltestelle ist „Nowy Świat“.

## Vorherige Namen
- Cavelwisch (1898–1929)
- Odermünde (1929–1945)
- Ujście Odry (1945–1946)
- Żółwino (1946–1947)
- Skolwin (1947–1947)[1]